# Fushanosaurus qitaiensis
Fushanosaurus qitaiensis es la única especie conocida del género extinto Fushanosaurus ("lagarto Fushan") de dinosaurio saurópodo titanosauriforme basal que vivió entre mediados y finales del período Jurásico, hace 166 a 157 millones de años desde el Calloviense al Oxfordiense, en lo que es hoy Asia. Encontrado en la formación Shishugou de la provincia de Xinjiang en China. Se conoce únicamente por el espécimen holotipo, que consiste en un fémur derecho completo. Utilizando "Huanghetitan" ruyangensis y Daxiatitan como base se estimó que Fushanosaurus tenía aproximadamente 30 metros de largo.